# Novillo (Ecuador)
Novillo, llamada oficialmente como San Francisco de Novillo, es una parroquia ecuatoriana perteneciente al cantón Flavio Alfaro de la provincia de Manabí.
Fue fundada el 7 de agosto de 1992. Tiene una superficie de 260,87 km² y se compone de 21 comunidades y de 24 recintos.

## Geografía
La parroquia se encuentra a una altitud aproximada de 200 metros y está ubicada en la Cordillera Costanera, a 22 km al nornoreste de la ciudad de Flavio Alfaro. El río Mongoya atraviesa la zona y fluye hacia el este a lo largo del límite administrativo norte, mientras que el área es drenada al este por el Río Quinindé.
Las carreteras E382 (Pedernales-El Carmen) y E38 (El Carmen-Flavio Alfaro) atraviesan el área administrativa en dirección norte y sur.
La parroquia limita al este, sur y suroeste con la ciudad de Flavio Alfaro, al oeste y norte con la parroquia Convento, y al norte con la parroquia Chibunga, ambas en el Cantón Chone.

## Economía
En la zona rural se practica la ganadería, agricultura, avicultura y porcicultura.